# Новосёлки (Ковельский район)
Новосёлки (укр. Новосілки) — село в Луковской поселковой общине Ковельского района Волынской области Украины.
До 2020 года входило в Турийский район.
Код КОАТУУ — 0725583601. Население по переписи 2022 года составляет 300 человека. Почтовый индекс — 44811. Телефонный код — 3363. Занимает площадь 1,608 км².